# Vergeßt Mozart
Vergeßt Mozart ist ein Spielfilm aus dem Jahr 1985. Die deutsch-tschechoslowakische Ko-Produktion behandelt das Leben des Komponisten Wolfgang Amadeus Mozart.

## Handlung
Nach Mozarts Tod im Jahr 1791 sind Weggefährten aus dem Leben des verstorbenen Komponisten am Totenbett versammelt: Mozarts Gattin Constanze Mozart, der Komponist Antonio Salieri, Mozarts Mäzen Baron Gottfried van Swieten sowie Direktor Emanuel Schikaneder, Librettist von Mozarts letzter Oper Die Zauberflöte. Anwesend ist auch der Chef des kaiserlichen Geheimdienstes, Graf Pergen, der zur Klärung der Todesursache die Anwesenden befragt.
Eine Rückblende erzählt, wie Mozart vor Joseph II. einen musikalischen Wettstreit veranstaltet, den aber sein Kontrahent Salieri gewinnt.
Eine weitere Rückblende schildert Mozarts Aufnahme in die Freimaurerloge durch Baron van Swieten. Von deren Idealen der Gleichheit und Brüderlichkeit beeinflusst, begehrt Mozart gegen seine adligen Arbeitgeber auf, die ihn als Lakaien und nicht als Künstler ansehen. Dies führt zu einer Diskussion zwischen Mozart und Graf Pergen, der in den Freimaurerlogen eine Gefahr für die Autorität von Kaiser und Kirche sieht.
Der Wachsfigurenhersteller Franz Demel, der zur selben Zeit starb wie Mozart, bat den Komponisten während der Herstellung von dessen Wachsfigur erfolgreich um Musikunterricht für seine Frau Magdalena.
Graf Pergen berichtet in einer weiteren Rückblende, wie Mozart vor der Ehe mit Constanze zu einer jährlichen Zahlung einer Entschädigung verpflichtet werden sollte, falls die Ehe nicht zustande käme. Constanze verhinderte aber Mozarts Unterschrift, da Mozart eine solche Verpflichtung nicht brauche.
Kurz nach Bezug des gemeinsamen Heims schrieb Mozart Figaros Hochzeit, mit der Mozart die Ehrfurcht vor den Autoritäten in Frage zu stellen beabsichtigte. Noch während der Uraufführung zur Zeit der ersten Vorbeben der Französischen Revolution beschloss Kaiser Joseph II. die Absetzung der Oper.
Während Mozart mit gesundheitlichen Problemen zu kämpfen hatte und Constanze unter seiner Verschwendungssucht litt, weigerte sich Baron van Swieten, seinem verschwenderischen Logenkollegen weiteres Geld zu leihen. Wenig später nutzte Mozart Constanzes Kuraufenthalt für eine Affäre mit Magdalena Demel.
In dieser Zeit bestellte ein maskierter Fremder bei Mozart ein Requiem. Der beunruhigte Mozart war überzeugt, dass das Requiem für ihn selbst gedacht gewesen sei; doch Schikaneder schaffte es, Mozart mit einem kecken Scherz wieder aufzumuntern.
Noch während der Arbeit an der Zauberflöte bekam Mozart von Baron van Swieten die Möglichkeit, für das Kaiserehepaar Leopold II. und Marie Luise La clemenza di Tito zu komponieren, lehnte dies aber zur Empörung van Swietens wegen der Zauberflöte ab. Nach der Uraufführung der Zauberflöte achtete die Freimaurerloge die Oper während ihres letzten Treffens als Akt des Beistandes durch ihre Mitbrüder Mozart und Schikaneder.
In der Todesnacht vermutet Graf Pergen, Mozart sei wegen Verrats von freimaurerischen Geheimnissen durch die Komposition der Zauberflöte vergiftet worden, zumal der Schwur der Freimaurer für Verrat den Tod vorsieht. Schikaneder wiederum wäre dazu verurteilt worden, mit Quecksilber das Todesurteil an Mozart zu vollstrecken. Es stellt sich jedoch heraus, dass Mozart das Quecksilber zur Vorbeugung gegen Geschlechtskrankheiten einnahm. Während Graf Pergen Salieri Neid auf Mozart vorwirft, meint Constanze, Mozart habe sich während Salieris Orgien angesteckt. Während Graf Pergen allen Anwesenden eine Teilschuld gibt und den Hauptschuldigen sucht, wirft Salieri wiederum ihm vor, Mozart im Auftrag der Regierung beseitigt zu haben.
Eine weitere Rückblende identifiziert hingegen Demel als den ominösen Auftraggeber des Requiems, der auf diese Weise einen Besucheransturm für Mozarts Wachsfigur auslösen wollte. Diese wurde von Demels wütender Frau zerstört, die bei der folgenden Auseinandersetzung ihren Mann tötete.
Graf Pergen berichtet den Anwesenden, Demel habe in einem Anfall von Wahnsinn seine Figuren zerstört und dann Suizid begangen; Mozart selbst sei in aller Stille gestorben. Da der Tote mehr Leidenschaft schaffe als der Lebende, befiehlt Graf Pergen den Anwesenden: „Vergeßt Mozart!“

## Kritiken
„Ein Historienfilm in der Nachfolge des Welterfolgs „Amadeus“; inszenatorisch auf grelle Effekte ausgerichtet, löst er seinen Anspruch in Darstellung und Musik nur in Ansätzen ein.“